# Twilight (canción de Electric Light Orchestra)
«Twilight» es una canción del grupo británico Electric Light Orchestra, publicada en el álbum de estudio Time (1981). La canción, compuesta por Jeff Lynne, fue también publicada como el segundo sencillo del álbum, tras «Hold on Tight», en octubre de 1981.
La canción, la segunda del álbum después de «Prologue», obtuvo un amplio reconocimiento en Japón tras ser usada sin autorización como tema musical de la animación de apertura de la convención de ciencia ficción Daicon IV. En 1982, apareció también, con autorización y créditos, en un anuncio promocionando el Toyota Celica XX. «Twilight» fue también utilizada como última canción de la película The B Movie. 
El sencillo obtuvo un éxito inferior a su predecesor, y solo alcanzó el top 10 en Francia.

## Posición en listas
| País           | Lista                                      | Posición |
| -------------- | ------------------------------------------ | -------- |
| Australia      | Australian Kent Music Report Singles Chart | 93       |
| Austria        | Ö3 Austria Top 40                          | 15       |
| Países Bajos   | GfK Chart                                  | 18       |
| Francia        | SNEP Singles Chart                         | 10       |
| Alemania       | Media Control Charts                       | 17       |
| Irlanda        | Irish Singles Chart                        | 18       |
| Reino Unido    | UK Singles Chart                           | 30       |
| Estados Unidos | Billboard Hot 100                          | 38       |
| Estados Unidos | Cash Box Top 100 Singles                   | 38       |
| Estados Unidos | Record World Singles                       | 39       |